# باتاویا (نیویورک)
باتاویا (به انگلیسی: Batavia) شهری در شهرستان جنسی ایالت نیویورک است که در سرشماری سال ۲۰۱۰ میلادی، ۱۶۲۵۶ نفر جمعیت داشته است. باتاویا، به‌طور رسمی در تاریخ ۱۹۱۵ میلادی به‌عنوان یک شهر شناخته شد.